# Woonrijp maken
Woonrijp maken is het afwerken van openbare delen van een bouwterrein voor uiteindelijk gebruik. Het betreft het aanbrengen van voorzieningen op of in het maaiveld zoals:
- definitieve verhardingen;
- afwateringssystemen;
- straatverlichting;
- groenvoorzieningen;
- straatmeubilair.

Woonrijp maken vindt plaats aan het eind- of na afronding van de bouwactiviteiten. Voorafgaand aan de bouw vindt bouwrijp maken plaats.